# Cybalomia pentadalis
Cybalomia pentadalis là một loài bướm đêm trong họ Crambidae.